# Peć (gmina)
Peć (serb. Пећ, alb. Pejë) – gmina w Kosowie, w regionie Peć. Jej siedzibą jest miasto Peć.

## Demografia
W 2011 roku gmina liczyła 96 450 mieszkańców. Większość z nich stanowili etniczni Albańczycy – 91%. Oprócz nich wymieniało się następujące grupy narodowościowe i etniczne:
1. Albańczycy (87 975)
2. Boszniacy (3786)
3. Egipcjanie Bałkańscy (2700)
4. Romowie (993)
5. Serbowie (332)
6. Gorani (189)
7. Ashkali (143)
8. Turcy (59)

## Polityka
W wyborach lokalnych przeprowadzonych w 2017 roku kandydaci Demokratycznej Ligi Kosowa uzyskali 15 z 35 mandatów w radzie gminy. Frekwencja wyniosła 40,3%. Burmistrzem został Gazmend Muhaxheri.